# Карабас (Карагандинская область)
Караба́с (каз. Қарабас) — посёлок в Абайском районе Карагандинской области Казахстана. Административный центр и единственный населённый пункт Карабасской поселковой администрации. Находится примерно в 7 км к юго-востоку от районного центра, центра города Абай. Код КАТО — 353257100.

## История
Александр Солженицын написал во 2-й части «Архипелага ГУЛАГ»: 
Карабас, лагерную пересылку под Карагандою, имя которой стало нарицательным, за несколько лет прошло полмиллиона человек <…>. Пересылка состояла из глинобитных низких бараков с земляным полом. Каждодневное развлечение было в том, что всех выгоняли с вещами наружу, и художники белили пол и даже рисовали на нём коврики, а вечером зэки ложились и боками своими стирали и побелку и коврики. Карабас изо всех пересылок достойнее других был стать музеем, но, увы, уже не существует: на его месте — завод железобетонных изделий.
В 1954 году Карабас получил статус посёлка городского типа.

## Население
В 1999 году население посёлка составляло 2682 человека (1277 мужчин и 1405 женщин). По данным переписи 2009 года, в посёлке проживали 2484 человека (1236 мужчин и 1248 женщин).

## Промышленность
В посёлке есть железнодорожная станция, каменный карьер, до 90-х действовали завод железобетонных изделий (ЖБИ), трикотажная фабрика, вагоноремонтное депо. А также в центре поселка есть исправительное учреждение МВД РК колония АК159/18. В этой колонии содержатся осужденные экс-чиновники, министры и бывшие сотрудники органов внутренних дел. В том числе бывший премьер-министр Казахстана Серик Ахметов.

## В литературе
В конце 1980-х годов в этом посёлке в составе роты полка Внутренних Войск МВД СССР проходил срочную службу Олег Павлов, написавший роман «Казённая сказка», действие которого переносится в посёлок с таким же названием.